# Ministère de l'Eau et de l'Environnement
Le ministère de l'Eau et de l'Environnement (arabe : وزارة المياه والبيئة) est le département ministériel du gouvernement yéménite chargé de veiller à la bonne gestion de l'eau et à la protection de l'environnement.

## Liste des ministres
| Début            | Fin      | Ministre           | Gouvernement                          | |
| ---------------- | -------- | ------------------ | ------------------------------------- | --- |
| 17 décembre 2020 | En poste | Tawfiq al-Sharjabi | Gouvernement Maïn Abdelmalek Saïd (2) | |
| 2014             | 2020     | Azi Shuraim        |                                       | Gouvernement Khaled Bahah (1) Gouvernement Khaled Bahah (2) Gouvernement Ahmed ben Dagher Gouvernement Maïn Abdelmalek Saïd (1) |

## Annexe